# Baldoyle Bay SAC
Baldoyle Bay SAC este o arie protejată (arie specială de conservare — SAC, sit de importanță comunitară — SCI) din Irlanda întinsă pe o suprafață de 532,72 ha, integral pe uscat.

## Localizare
Centrul sitului Baldoyle Bay SAC este situat la coordonatele 53°24′08″N 6°06′42″W / 53.402305°N 6.111741°V.

## Înființare
Situl Baldoyle Bay SAC a fost declarat sit de importanță comunitară în decembrie 1999 pentru a proteja 20 de specii de animale. Situl a fost protejat și ca arie specială de conservare în septembrie 2021.

## Biodiversitate
Situată în ecoregiunea atlantică, aria protejată conține 5 habitate naturale: Pășuni mediteraneene udate de apa mării (Juncetalia maritimi), Terase mlăștinoase și terase nisipoase neacoperite de apă la reflux, Salicornia și alte specii anuale care populează regiunile mlăștinoase și nisipoase, Pajiștile Spartina (Spartinion maritimae), Pășuni atlantice udate de apa mării (Glauco-Puccinellietalia maritimae).
La baza desemnării sitului se află mai multe specii protejate de  păsări (20): rață sulițar (Anas acuta), rață pitică (Anas crecca), pietruș (Arenaria interpres), Branta bernicla, Calidris alba, fugaci de țărm (Calidris alpina), Calidris canutus, prundaș gulerat mare (Charadrius hiaticula), becațină comună (Gallinago gallinago), scoicar (Haematopus ostralegus), sitar de mal nordic (Limosa lapponica), sitar de mâl (Limosa limosa), ferestrașul mare (Mergus merganser), ploier auriu (Pluvialis apricaria), ploier argintiu (Pluvialis squatarola), chiră mică (Sterna albifrons), călifar alb (Tadorna tadorna), fluierar cu picioare verzi (Tringa nebularia), fluierarul cu picioare roșii (Tringa totanus), nagâț (Vanellus vanellus)
Pe lângă speciile protejate, pe teritoriul sitului au mai fost identificate 2 specii de plante.